# Mette Finderup
Mette Finderup (født 14. juli 1968 i Hobro) er en dansk forfatter, der skriver bøger i to genrer: fantasy og humoristiske bøger til børn og unge.
Mette er opvokset i landsbyen Hvornum, er samfundssproglig student fra Hobro Gymnasium (nu Mariagerfjord Gymnasium) og senere uddannet i litteraturhistorie på Aarhus Universitet.
Efter eksamen arbejdede hun et år i en boghandel og blev derefter skolekonsulent hos FDB (nu Coop). Herefter blev hun ansat på forlaget Benjamin, hvor hun bl.a. var redaktionschef for Bil Magasinet (uden at have kørekort). I denne periode ideudviklede hun sideløbende sammen med journalist Mette Holbæk et kvindemagasin. Det blev til magasinet Woman, som de to var fælles chefredaktør for, til Mette Finderup forlod bladbranchen i 2000. I stedet begyndte hun at arbejde med børne- og ungdomsbøger. Først som redaktør for børnebogklubben For Børn hos Bonnier. Derefter som redaktør i Gyldendals Børnebogklubber.
I 2003 blev hun selvstændig og stiftede firmaet Abrasax, der solgte tekster, ideer og spildesigns. I 2005 var hun idéforfatter på TV 2s julekalender Jul i Valhal, sammen med Lene Kaaberbøl og Merlin P. Mann. Samme år udkom hendes første bog, og fra 2009 har hun udelukkende levet af sit forfatterskab samt foredragsvirksomhed og undervisning i at skrive. 
Hun vandt i 2007 Orla-prisen for Emmy 3 – Den fedeste sommer, or not. I 2014 modtog hun Kommunernes Skolebiblioteksforening forfatterpris ved Edvard Pedersens Biblioteksfond for sit forfatterskab symboliseret i Den Grønne Ø. Ligeledes i 2014 modtog hun Danmarks Skolebibliotekarers børnebogspris for hele sit forfatterskab.  

## Udgivelser
Diverse
- Historier fra Valhal, 2005 (Phabel/People'sPress Jr.), illustreret af Rebecca Bang Sørensen, nomineret til Orlaprisen, solgt til Norge
- Marsmanden og andre fortællinger fra Sogneager, 2006 (Bibelselskabet), i samarbejde med Lene Kaaberbøl, illustreret af Jan Solheim
- Blink, 2009 (Gyldendal), solgt til Tyskland, Holland, Frankrig og Sverige.
- Mille – Venner 4Ever, 2009 (DR)
- Eks Libris – Tænk på signalværdien! (Eudor Comics), i samarbejde med Sussi Bech (oprindeligt udsendt som stribe i Weekendavisen)
- Døde drenge kan ikke sms'e – og andre klamme historier, 2014 (Gyldendal)
- Den sultne zombie, 2014 (Carlsen), illustreret af Claus Rye Schierbeck

Sisse og Simone (Phabel/People'sPress Jr.)
Illustreret af Jan Solheim
- Sisse og Simone: Amirs Amulet, 2005
- Sisse og Simone: Daniel fra B-klassen, 2005

Dødsguden (Phabel/People'sPress Jr.)
- Dødsgudens Løgne, 2007 – nomineret til Orlaprisen
- Støvets Land, 2008

Emmy (1-3 Sesam/Egmont, 4-9 Carlsen)
Illustreret af Sussi Bech. 1-6 og 8-9 solgt til Sverige, Norge og Finland; 1-6 og 8 solgt til Tyskland; 1-2 Solgt til Australien og New Zealand; 1-4 solgt til Ungarn
- Emmy 1 – Et nyt liv truer, 2006
- Emmy 2 – Møgtur til Sverige, 2007
- Emmy 3 – Den fedeste sommer, or not, 2007 – vinder af Orlaprisen[4]
- Emmy 4 – Dramaqueen i Vestjylland, 2008 – nomineret til Orlaprisen
- Emmy 5 – Goth Nytår, 2008
- Emmy 6 – Nu også med udvoksning, 2009
- Emmy 7 – Tour de Paris, 2010
- Emmy 0 – Konfirmationshys? Hvem, mig??, 2011
- Emmy 8 – Kære Kit, din kæreste lugter af fisketis, 2013
- Emmy 9 – Ingen vej tilbage, 2014

Lasse Leif og Luske-Lise (Alvilda)
Illustreret af Annette Carlsen
- Lasse-Leif og den sidste sut, 2010
- Hvem har pruttet i Lasse-Leifs bukser?, 2010
- Lasse-Leif er alene hjemme, 2011
- Lasse-Leif vil ikke tale menneskesprog, 2011
- Lasse-Leif – fri leg i supermarkedet, 2012
- Lasse-Leif gider ikke lege med Fætter Finn, 2012
- Lasse-Leif har verdens klammeste far, 2013
- Lasse-Leif og den virkelig væmmelige makrelmad, 2013
- Lasse-Leif – Perlepladsens forbandelse, 2014
- Lasse-Leif og mormors nej-hat, 2014

Gemini (Gyldendal)
Skrevet i samarbejde med Thomas Munkholt. Illustreret af Lars Gabel. Solgt til Frankrig
- Gemini 1 – Forbyttede børn, 2011
- Gemini 2 – Veje mellem verdener, 2011
- Gemini 3 – Drengen fra Stjernerne, 2011
- Gemini 4 – Dæmonfyrstens datter, 2011
- Gemini 5 – Dødens symfoni, 2012
- Gemini 6 – Det trettende tegn, 2012

Petrea (Alinea)
Illustreret af Andreas Erstling
- Petrea, 2011
- Petrea og skraldetøsen, 2011
- Petrea – fyre og friture, 2012
- Petrea og kommuneheksen, 2012
- Petrea og jydemafiaen, 2014
- Petrea på stenbroen, 2014

Sværdets Mester (Gyldendal)
Illustreret af Niels Bach
- Sværdets Mester 1 – Tvekampen, 2012
- Sværdets mester 2 – Den udstødte prins, 2012
- Sværdets Mester 3 – Tyvekongens by, 2012
- Sværdets mester 4 – Dybe Sø, 2012
- Sværdets mester 5 – De Blinde Bjerge, 2013
- Sværdets mester 6 – Historien om Blodtunge, 2013
- Sværdets mester 7 – Kampen mod Karna, 2014
- Sværdets mester 8 – Blodets vej, 2014
- Sværdets mester 9 – Den Store Dyst, 2015
- (flere bind under forberedelse, i alt ti bind)

Den Grønne Ø (Gyldendal)
- Den Grønne Ø 1 – Smertensbarn, 2012 – nomineret til Orlaprisen, nomineret til Bogslugerprisen i både 2014 og 2015[5]
- Den Grønne Ø 2 – Blodvarslet, 2013
- Den Grønne Ø 3 – Hjerteløs, 2014
- (flere bind under forberedelse, i alt fire bind)

## Rollespil
Mette Finderup har været en del af dansk rollespils pionerkorps siden starten af 90'erne og blandt andet været general for den store århusianske rollespilskongres Fastaval i 1995 og 1996. 
I 90'erne opstod en kerne af kreative kræfter omkring udviklingen af det danske rollespilsscenarie, hvoraf flere af dem er aktive forfattere i dag (ud over Mette Finderup bl.a. Alex Uth, Merlin P. Mann, Dennis Gade Kofod og Thomas Munkholt).
Mette Finderup har skrevet flere rollespilsscenarier og vundet den såkaldte Otto for scenarierne Dr. Frank (1995), Darling er Død (2003) og Fordømt Ungdom (2014) . I 1999 modtog hun miljøets Æresotto sammen med Kristoffer Apollo.